# Bít tết (món ăn tiệc)

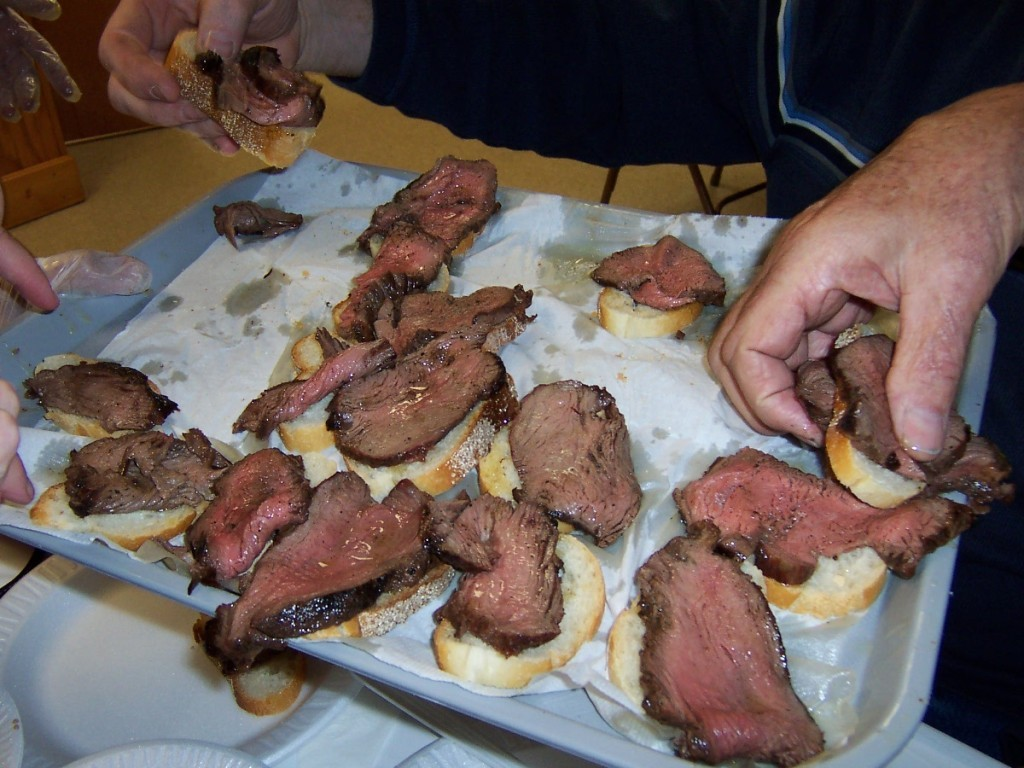
Thịt bò được phục vụ tại một bữa tiệc bít tết.

Bít tết là một loại món ăn tiệc trong đó thăn bò thái lát được phục vụ cho thực khách cũng như tất cả những món ăn bạn ăn trực tiếp bằng tay. Phong cách ăn này có nguồn thành phố New York thế kỷ 19: là một cách kỷ niệm của tầng lớp lao động nhưng sau đó cách ăn này trở nên mai một vào giữa thế kỷ 20. Phong cách bít tết yến tiệc đã được hồi sinh bởi một người cung cấp thực phẩm ở New Jersey và ngày càng phổ biến ở các quận Bergen và Passaic ở bang đó cũng như nhận được sự ưa chuộng hồi sinh tại Thành phố New York, nơi mà phong cách ăn này bắt đầu, do sự tái xuất hiện của tiệc bít tế hai lần một năm ở Brooklyn.